# Hunter (Dakota Północna)
Hunter – miasto w Stanach Zjednoczonych, w stanie Dakota Północna, w hrabstwie Cass.